# Klávsion
Klávsion (Klafsi) är en ort i Grekland.   Den ligger i prefekturen Nomós Evrytanías och regionen Grekiska fastlandet, i den centrala delen av landet, 200 km nordväst om huvudstaden Aten. Klávsion ligger 1 054 meter över havet och antalet invånare är 117.
Terrängen runt Klávsion är bergig åt nordväst, men åt sydost är den kuperad. Runt Klávsion är det glesbefolkat, med 16 invånare per kvadratkilometer. Närmaste större samhälle är Karpenísi, 5,6 km norr om Klávsion. I omgivningarna runt Klávsion växer i huvudsak blandskog.